# Paul "Jesús" Monroe
Paul "Jesús" Monroe (conocido como Paul "Jesús" Rovia en la serie de televisión) es un personaje de ficción de la serie de cómics The Walking Dead, así como la serie de televisión del mismo nombre, donde es interpretado por Tom Payne.
Jesús es el embajador de la colonia Hilltop y frecuentemente busca nuevos reclutas. El proceso de reclutamiento está motivado en gran medida para ayudar a su comunidad a luchar contra Negan y los Salvadores. En ambos medios, Jesús se convierte en la mano derecha de Maggie cuando ella sustituye a Gregory  como líder de la colonia Hilltop. En la serie de televisión, el apellido del personaje se cambia a Rovia para evitar la confusión con el personaje no relacionado, Deanna Monroe, que se basó en el también personaje no relacionado, Douglas Monroe, de los cómics.

## Personalidad
Paul comparte similitudes físicas con el personaje bíblico Jesús en su naturaleza perdonadora y abierta, así como su largo cabello y barba. También se muestra que es extremadamente táctico, aunque a veces deja que su furia y sus emociones lo superen. Además de estos, se ha demostrado que es un combatiente muy hábil, que puede derrotar a su oponente mientras está completamente desarmado (en cambio usa sus manos y pies como arma principal). También tiene habilidades como un artista de escape y ha demostrado ser un rastreador competente.

## Historia
Paul es introducido al espionaje en la comunidad de la zona segura de Alexandría, poco después de la purga de la invasión de las hordas zombis. Paul es atacado más tarde por Michonne y Abraham Ford donde fácilmente los inmoviliza. Después de insistir en encontrarse con Rick Grimes, él es sometido y atado. Después de los interrogatorios, Rick finalmente decide irse con Paul a la colonia Hilltop. En el camino, Paul revela que pudo haber escapado en cualquier momento, pero permaneció allí para ver si se podía confiar en Rick. Durante el camino Paul ayuda a Rick a eliminar a algunos zombis y lo salva de morir y siguen su camino. Después de llegar a Hilltop, Paul defiende a Rick luego de que mata a un ciudadano enviado por Negan para entregar un mensaje. Luego, Paul le revela a Rick y su grupo, que él y el resto de su gente, han estado durante meses bajo el asedio de los Salvadores. Intenta rastrearlos de vuelta a su base, pero es capturado y perseguido a la colonia.
A raíz de la muerte de Glenn Rhee a manos de Negan, decide unirse a Rick en su lucha contra los Salvadores y se convierte en un miembro clave del comité de toma de decisiones de Rick. Después de que Rick decide dejar a un Dwight cautivo, Rick le dice a Paul que lo siga y vea a qué se enfrentan, pero que no le diga a ninguno de sus planes. Después de prepararse, Paul comienza a seguir a Dwight, con la esperanza de descubrir la base de operaciones de los Salvadores. Más tarde es emboscado por tres Salvadores. Mientras trata de luchar contra el trío salvador, uno de los miembros lo somete. Después de ser derribado al piso, Paul es casi asesinado por los salvadores, sin embargo, es salvado por Dwight y otro salvador, quienes le dicen a los atacantes de Paul que se retiren, ya que tienen algunas preguntas "importantes" para Paul. Dwight y el otro salvador atan a Paul y lo cargan en un jeep. Se dirigen al Santuario, lo que le permite a Paul observar bien el área y él abandona el jeep en el último segundo, evitando por poco la captura y se lo informa a Rick. Presenta a Rick al Rey Ezekiel, el líder del Reino, con la esperanza de formar a las tres comunidades para oponerse a los Salvadores. Mientras se escabulle a Hilltop para contarle a Maggie el plan de Rick, se entera de que Kal lo traicionó y salió corriendo para informar a los Salvadores de su plan en el que Jesús lo alcanza y lo convence para que cambie de opinión. Sigue reclutando miembros de Hilltop, para gran consternación de Gregory.
Más tarde, cuando Negan toma como rehenes a Rick, Nicholas, Heath y Holly por intentar matarlo, Jesús llega a la Zona de Seguridad, escondido lejos de Negan y sus hombres. Jesús aparece en el momento oportuno (momento de la ejecución) y toma por sorpresa a uno de los bandidos, ocasionando una distracción y dándole tiempo a Rick y a los otros de escapar. Jesús acaba con algunos salvadores y luego se enfrenta mano a mano con Negan, logrando tomarlo como rehén y amenazando con matarlo si se atrevían a dispararle. Un asustado Negan le ordena a sus hombres no hacer nada y entonces Jesús le propone dejarlo marcharse a cambio de que deje ingresar en la zona a sus camaradas que estaban en camino. Negan tiene sus dudas pero justo en ese momento Shiva aparece y ataca a uno de los salvadores, y detrás de ella aparecen Ezekiel y su ejército. Negan aprovecha la ocasión para liberarse de Jesús y escapa junto con sus hombres. Durante la guerra las fuerzas combinadas logran abatir a los salvadores se finaliza la guerra cuando Rick decide tomarlo prisionero a Negan en lugar de matarlo.
Dos años después de finalizar la guerra, Jesús actúa como la segunda al mando de Maggie en Hilltop, mientras realiza visitas recurrentes a Alexandría, también está en una relación con Aaron.

## Adaptación de TV

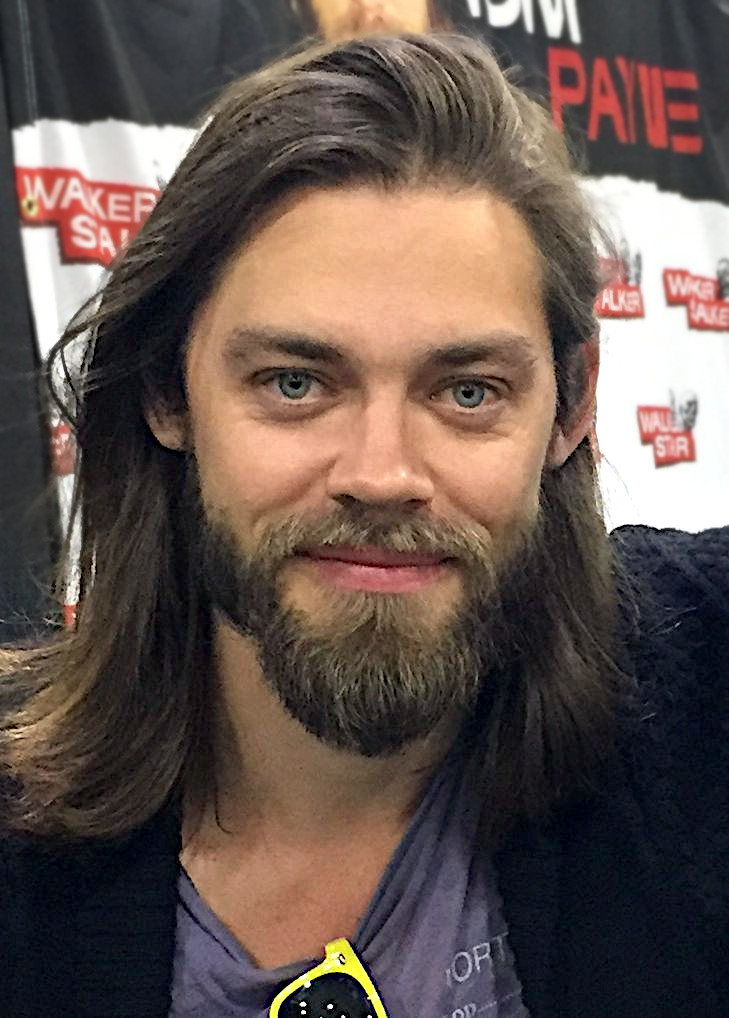
El actor Tom Payne fue elegido para interpretar a Paul "Jessús" Rovia desde la sexta temporada hasta la mitad de la novena temporada.

Robert Kirkman ha confirmado que Jesús estaría en las futuras temporadas de la serie. En septiembre de 2015, el actor estadounidense Tom Payne fue elegido para interpretar a Paul Rovia.

### Temporada 6
Jesús hace su debut en el episodio "The Next World," visto por primera vez chocando con Rick que está en una carrera de suministros con Daryl. Jesús les habla con delicadeza, le quita las llaves a Rick y le da la idea de acercarse a los caminantes en su mente para que reaccionen de manera predecible cuando arrancan los petardos, lo que le permite conducir con su camioneta de suministros. Cuando fue atacado por Rick y Daryl más tarde, Jesús es capaz de defenderse físicamente, mostrando impresionantes habilidades de combate, aunque se rinde cuando lo amenazan a punta de pistola. Jesús está atado a sus muñecas y tobillos y se deja a un lado de la carretera, pero en segundos puede liberarse y subirse al camión sin ser observado. Más tarde, cuando se dan cuenta de que está en el camión y pisan los frenos, Jesús toma una considerable caída a la velocidad, pero es capaz de levantarse y correr de inmediato, superando a Daryl, quien lo persigue. Jesús se mete en el camión donde Daryl lo combate y agarra el arma de Daryl para matar a un caminante que de otra manera habría atacado a Daryl por detrás. Daryl saca a Jesús del camión, que accidentalmente se libera de sus frenos y Jesús queda inconsciente en el proceso del camión rodando hacia atrás en un lago. Jesús es llevado de regreso a Alexandría y a pesar de estar encerrado en una habitación cerrada con llave en una casa vigilada, Jesús puede liberarse y escapar del confinamiento sin dar la alarma e identificar e infiltrarse en la casa de Rick, donde pide hablar con Rick.
En el siguiente episodio, "Knots Untie", Jesús es práctico acerca de su impresionante escape, y dice que "los nudos se desatan, los candados se escogen, la anarquía viene del orden", lo que sugiere una filosofía que busca la armonía en lugar del control. Mientras estaba libre, Jesús localizó, se infiltró y tomó un recuento de la armería y los suministros de alimentos de Alexandría y una estimación de su población. Notando que tienen pocas provisiones, él sugiere que negocien con su comunidad y los lleve a su comunidad Hilltop. Cuando Gregory, el líder de la colonia Hilltop, trata de obtener la ventaja sobre los alexandrinos que podrían enfrentar el hambre sin su alimento, Jesús trabaja su influencia para convencer a su comunidad Hilltop de que sean caritativos con los alexandrinos en su momento de necesidad y de construir una relación de confianza y prosperidad. El respeto pagará mucho más en el futuro que este intercambio único. Jesús también intercede cuando Rick y su grupo detienen un intento de asesinato de Gregory instigado por Negan, evitando un mayor derramamiento de sangre. Jesús les revela al grupo de Rick, que la colonia Hilltop ha sufrido considerablemente las extorsiones de Los Salvadores y aunque no tenían suficientes combatientes o municiones para atacar a Negan y su pandilla, Jesús se ofrece voluntariamente para unirse cuando Daryl y el grupo cuando se ofrecen a negociar para eliminar a Negan y rescatar a Craig, un rehén de su comunidad.
En el episodio "Not Tomorrow Yet", Se muestra que Jesús se unió al ataque de Rick en el recinto del Salvador. Más tarde reconforta a Tara, que se siente culpable por mentirle a Denise y sus experiencias cuando estuvo involucrada por última vez en un ataque en una comunidad de sobrevivientes. Jesús le dice a Tara que es su amor por Denise lo que le da una razón para pelear. Cuando se producen los disparos, Jesús y Tara instan a Andy y Craig a que se vayan, para asegurarse de que The Hilltop no esté conectado al ataque de los Salvadores, aunque Jesús se pone su máscara y se apresura a confiar en que los Salvadores nunca lo verán. Más tarde se lo ve salvando a Glenn y Heath de un Salvador moribundo disparándole antes de decir "Así que este es el próximo mundo".

### Temporada 7
Jesús aparece por primera vez en el quinto episodio de la temporada, "Go Getters", donde intenta consolar a Maggie y Sasha (que se esconden en la colonia Hilltop de los salvadores) sobre sus seres queridos perdidos. Gregory decide que los dos deben irse y cuando Jesús no está de acuerdo, Gregory declara que es libre de ir con ellos. Más tarde, Sasha le dice a Jesús que debería estar a cargo de la comunidad, aunque insiste en que solo intenta ayudar, Sasha le dice que podría tener que hacer más. Cuando Hilltop es atacado por caminantes dejados entrar por los Salvadores, Jesús ayuda a Sasha a defenderse (una vez más demostrando sus impresionantes habilidades en el combate cuerpo a cuerpo) mientras Maggie destruye el sistema de autos al atraparlos. Al día siguiente, Jesús continúa. para discutir con Gregory ya que se niega a rechazar a Maggie (que está embarazada), así como a Sasha, ya que las dos ayudaron a salvarlos. Cuando Simon, uno de los salvadores principales, llega a la colonia Hilltop, Gregory intenta delatar a las dos, pero es frustrado porque Jesús las escondió en otro lugar. Cuando se enfrenta a eso, Jesús le dice que todos se están quedando y aunque él no quiere estar a cargo, Gregory tampoco lo estará. El episodio termina cuando Jesús se mete a hurtadillas en uno de los camiones de los salvadores para encontrar a Negan donde descubre que Carl Grimes ya está allí, empeñado en matar a Negan. Jesús aparece brevemente en el siguiente episodio "Sing Me a Song", mientras él y Carl continúan hacia el Santuario. Jesús  deja un rastro de jarabe en el camino como sendero y una vez cerca de su parada final, Jesús sugirió saltar del camión y continuar a pie; pero fue engañado por el muchacho quien lo hizo bajarse primero mientras que él prefirió quedarse y seguir por su cuenta, luego sale de la camioneta solo para ver que Carl no lo siguió, Una vez infiltrado dentro del Santuario, Jesús intento buscar la forma de llegar hacia un prisionero Daryl y rescatarlo. Más tarde se le ve encima de un camión cuando Carl abandona el Santuario. Luego se lo ve en el final de mitad de temporada "Hearts Still Beating" donde encuentra a Daryl dentro del Santuario y lo ayuda a escapar, más tarde se ve a Jesús viendo a Daryl y Maggie reunirse con sus amigos y caminar a su lado mientras planean su guerra contra los salvadores.
En el estreno de mitad de temporada "Rock in the Road", se muestra a Rick y Jesús que no lograron convencer a Gregory para que se una a la guerra contra los Salvadores. Encuentran a varios miembros de la comunidad que se ofrecen para ofrecer su ayuda voluntaria. Mientras el grupo discute las estrategias para vencer a los salvadores, Rick dice que necesitan más ayuda, Jesús les dice que conoce a un grupo que puede ayudar, con este fin, los trae al Reino, una comunidad floreciente que también se ve obligada a servir a los salvadores, Se muestra que Jesús es bien conocido allí y está en buenos términos con su líder, el Rey Ezekiel. Cuando Ezekiel se niega a unirse a su lucha, Jesús se va con los demás y luego regresa a Hilltop con Sasha. En el episodio "The Other Side" muestra a Jesús vinculándose con Maggie y revelándole más de su pasado a ella (incluido que creció en un hogar grupal y que es gay) y afirma que ella y Sasha lo ayudan a sentirse más como en casa. Le proporciona a Sasha un diseño del Santuario para ayudarla con sus planes de matar a Negan (aunque no está de acuerdo con su decisión). Jesús es confrontado más tarde por Gregory, quien afirma que ha estado eludiendo sus tareas de búsqueda / exploración y tiene demasiadas personas en su remolque. Cuando Gregory menciona que debería mostrar más respeto o algo puede suceder con los Salvadores que vienen constantemente, Jesús ve rápidamente que Gregory lo está amenazando. Gregory lo niega, pero también afirma que cuida de sus amigos y que las dos no son amigas. En "Something They Need", Jesus es parte del grupo que Rick lleva a una comunidad llamada Oceanside con la intención de robar sus armas. Su plan tiene éxito, pero Jesús parece estar en conflicto con sus acciones. En el final de temporada "The First Day of the Rest of Your Life" Jesús está con el grupo interrogando a Dwight en la celda de la prisión, Rosita anuncia que los salvadores tienen a Sasha. Ella dice que no confía en Dwight, pero Jesús cree que puede ser su única oportunidad para recuperar a Sasha. Jesús revisa el plan de Rick con Maggie y Enid mientras vigilan a Judith. Jesús llega con Maggie liderando un convoy de la gente de Hilltop justo a tiempo para unirse a la lucha contra los Salvadores junto con el Reino, derribando a los Salvadores que estaban a punto de matar a Rick. Maggie y Jesús rastrean a una zombificada Sasha en el bosque y los ojos de Maggie se llenan de lágrimas cuando Jesús la elimina de su miseria. Jesús está presente cuando Rick, Maggie y Ezekiel se suben a una plataforma y se dirigen a la multitud como los líderes de sus respectivas comunidades: Alexandría, Hilltop y El Reino, unidos y listos para una guerra total.

### Temporada 8
Jesús aparece en el estreno de la temporada "Mercy", donde se une al ejército de sobrevivientes reunidos, liderado por Rick, Maggie y Ezekiel en un ataque al Santuario. Cuando Negan intenta dividirlos haciendo que Gregory ordene a que los residentes de Hilltop regresen a casa, Jesús no se sorprende por la traición y afirma con confianza que Hilltop está con Maggie. Más tarde se separa con un grupo para comenzar a atacar los compuestos más pequeños de los salvadores. En "The Damned", Jesús lidera a un grupo para tomar el control de un puesto de avanzada de los salvadores. A diferencia de Morgan o Tara, que abogan por matar a todos los salvadores, Jesús insiste en darle a los salvadores la oportunidad de rendirse, incluso cuando uno de ellos se aprovecha de esto y trata de matarlo. Esto hace que tomen varios prisioneros a pesar de las objeciones de Tara, lo que indica que Rick estará de acuerdo con ella. En "Monsters", se muestra a Jesús y su grupo llevando a los prisioneros de regreso a Hilltop. Esto causa conflicto con Morgan que cree que deberían ser asesinados, cuando los prisioneros intentan escapar, el desacuerdo culmina en una pelea acalorada, que finalmente termina en un empate y Morgan deja al grupo frustrado. Una vez que llegan a Hilltop, Jesús convence a Maggie para que ponga a los prisioneros en un par de remolques bajo guardia armada. En el episodio "The King, the Widow and Rick", se ve a Jesús repartiendo comida a los salvadores, Maggie irrumpe y le ordena que deje de regalar la comida de Hilltop, el está sorprendido de que ella consideraría matar a estos hombres, a continuación Jesús y Maggie discuten sobre el porqué de la guerra. En la noche, Jesús observa en la colonia Hilltop desde afuera de las paredes con los salvadores,  Alden le pregunta a Jesús de lo que están construyendo en su interior. Él responde por sí mismo y explica por qué fue parte de los salvadores. Todo comenzó con poner una valla. Jesús lo calla, Al día siguiente, Jesús sigue vigilando a los salvadores capturados. Enid emerge and le dice a Jesús que Maggie ha ordenado que ingresó los Salvadores. Han construido en un área de espera para mantenerlos. Jesús, Enid y Aarón miran, como Maggie encierra a Gregory. Jesús ingresa a la oficina de Gregory y agradece a Maggie por hacer lo correcto, pero Maggie lo calla diciendo que solo los mantiene con vida porque cree que están negociando fichas y que busca intercambiarlos por las personas que tienen como Carson, y ella dice que si No funciona, los matarán. Jesús está decepcionado por esto. En el final de mitad de temporada "How It's Gotta Be" Jesús y Maggie conducen, llevando una caravana de gente de Hilltop, se detienen cuando ven un árbol en el camino y Maggie sabe que los salvadores colocaron el árbol allí, cuando se detienen, una línea de vehículos de los salvadores aparece detrás de su caravana. En frente del auto de Maggie, y aparecen los salvadores abriendo la parte trasera de un camión y sacan a Jerry, con un arma en la cabeza, apuntado por Gary (Mike Seal) un teniente salvador. Simon sale de la camioneta y se dirige a Maggie. Simon mata a uno de los miembros de Hilltop para someter a Maggie dejando a Jesús horrorizado. Jesús y Maggie regresan a Hilltop y Maggie le dice a Eduardo que deje salir a Dean de la jaula. Ella le dispara frente a todos los demás, por devolverle los problemas a Jesús en el puesto de avanzada del satélite y demostrar que ella tiene el control y también la recompensa por la muerte de Neil. Jesús está conmocionado por esto e intenta hablar con ella, pero ella le dice a Jesús que se encargue del muro y se prepare para la última posición.
Durante el episodio "Do Not Send Us Astray" Jesús está entre los residentes y refugiados de Hilltop que están preparados para defender el Hilltop ante un inminente ataque de los salvadores, El y los otros logran sobrevivir al ataque mientras los Salvadores restantes huyen, al día siguiente, Jesús vigila a los prisioneros y encierra a los prisioneros en la celda. Durante la noche, los gritos resuenan en la Casa Barrington, en el interior, Maggie ve que las personas son devoradas por los caminantes. Daryl se apresura a ayudar a la gente. Jesús ayuda a eliminar a los caminantes. A la mañana siguiente, Jesús ayuda a Jerry a cavar tumbas para las personas que murieron, ya que descubrieron que esas personas heridas fueron heridas por los salvadores con armas contaminadas con sangre de caminante. En el final de temporada "Wrath" Jesús acompaña a Rick y al resto de la milicia para luchar contra los salvadores en la batalla final, durante el camino al campo de batalla, Jesús sugiere que Morgan se abstenga de matar gente reservando el extremo afilado de su bastón para caminantes y el lado contundente para los vivos, la manada masiva se alza en la distancia, después de que la mayoría de los salvadores son eliminados a causa de las balas defectuosas que Eugene provocó que las armas estallaran en ellos, Jesús y los demás luchan contra los salvadores sobrevivientes hasta que se rinden. Sin embargo, Negan es derrotado y capturado mientras Rick se dirige a la multitud, declarando la paz entre todas las comunidades, después, Jesús regresa a su comunidad. En la oficina de Maggie en Hilltop, ella habla en privado con Jesús. Ella le dice que tenía razón al traer a los salvadores a la colonia Hilltop. Está enojada con Rick y Michonne, creyendo que ambos estaban equivocados por mantener vivo a Negan. Cuando Jesús sugiere qué hacer al respecto, Maggie alude a corregir más adelante este error una vez que Hilltop tenga tiempo de reagruparse y fortalecerse y mostrarle a Rick que está equivocado. Daryl también está de acuerdo con esto cuando sale de la sombra.

### Temporada 9
En el estreno de la temporada "A New Beginning", han trascurrido 18 meses después de finalizar la guerra contra Negan y los salvadores, los supervivientes se pusieron en marcha para reconstruir la civilización, se ve a Jesús derribando a varios caminantes utilizando sus artes marciales para que así Aaron pueda eliminarlos sin problemas; proponiéndole a su compañero aprender técnicas defensa personal en Hilltop. Tras ser informado sobre una búsqueda de materiales que necesitaba el Santuario para producir, en la ciudad de Washington D. C. el hombre decidió acompañarlos pero permaneció vigilando el perímetro a medida que el resto de su grupo se adentraba al museo del lugar en donde se encontraban los materiales, con la muerte de Ken durante la expedición, Jesús asistió a su funeral en la noche y después de escuchar unas conmovedoras palabras de Gregory en honor hacia el muchacho, lo felicitó por haber cambiado su forma de ser a alguien más amistoso y agradecido. Sin embargo, la forma en la que veía a Gregory se derrumbó al descubrir sus perversos planes para matar a Maggie y retomar el liderazgo de Hilltop que la mujer se lo había ganado, Jesús asistió a la ejecución pública que se llevaría y completamente decepcionado de Maggie al presenciar como Gregory era ahorcado frente a la mirada de los residentes de Hilltop. En el episodio "The Bridge" Michonne habla con Maggie sobre el comercio mutuo que ambas comunidades tienen y Jesús se mantiene en silencio, más tarde Maggie y Jesús debaten sobre la decisión de otorgar los suministros a los salvadores pero afirma que deben de ganarselo a través de la construcción del puente. Poco después, Tammy le ruega a Jesús que vea a Earl, pero él dice que no es el momento, recordándole que trató de matar a Maggie. Jesús le dice a Maggie, mientras juega con Hershel, que deberían considerar implementar reglas oficiales para manejar situaciones como Earl, Negan y Gregory. Ella finalmente está de acuerdo. En "The Obliged" Jesús observa cómo Maggie agarra una mochila y mete una palanca en ella, planeando ir a Alexandría para matar a Negan. Menciona que Georgie ha enviado otra carta y trata de convencerla de que no vaya, pero lo ignora y se le indica que cuide de Hilltop mientras Maggie se va. En "What Comes After" Jesús aparece en las alucinaciones de Rick, en donde el camina por un piso lleno de los cadáveres de sus amigos y seres queridos, entre ellos Jesús, En el puente, cuando Rick se aleja antes de desplomarse, alucina mientras Jesús y los demás se apresuran a pasar junto a él para matar a los caminantes. En la realidad, Maggie y Michonne traman un plan para desviar a los caminantes, pero Rick no lo permite. Se da cuenta de la dinamita en el puente, apunta y se dice a sí mismo  "Los encontré", antes de disparar y encender la dinamita. El puente se enciende y explota cuando Jesús y el resto solo pueden mirar con horror, suponiendo que Rick está muerto. En el episodio "Stradivarius", Seis años después, En algún momento, durante los seis años posteriores a la supuesta muerte de Rick, Maggie, junto con Hershel, abandonaron Hilltop para unirse al grupo de Georgie, Jesús fue elegido como el nuevo líder. Tara, sabiendo que no le gustan las responsabilidades, se muda a Hilltop para ayudarlo. En el camino, Aarón salta a Jesús a caballo y los dos pelean juguetonamente en un campo hasta que están agotados y van a sentarse para alcanzarlos. Jesús pregunta si Michonne ha reconsiderado unirse a la próxima feria, pero Aaron dijo que ni siquiera lo evaluará. De repente, se dispara una bengala en el aire cerca y se apresuran a investigar. Encuentran a Rosita herida por un árbol, quien les dice que dejó a Eugene en un granero. Antes de que algunos caminantes se acerquen, la agarran y prometen buscar a Eugene mañana, por la noche, Tara actualiza a Jesús sobre la condición de Rosita y le pregunta qué estaba haciendo allí. Jesús confiesa que estaba entrenando a Aarón mientras intentaba que Alexandría se uniera a la Feria. Ella lo regaña y le dice que las personas notan su constante ausencia de Hilltop. Ella revela que se va mañana a buscar a Eugene y que él necesita quedarse, por la mañana, Daryl, Carol y Henry llegan y abrazan a Tara. Carol le dice a Jesús que Henry quiere aprender a ser herrero. Aaron saluda a Daryl y le dice que podrían usar su ayuda para localizar a Eugene, el grupo de rescate se prepara cuando Jesús le dice a Tara que irá en lugar de a ella y la próxima vez le promete quedarse, a lo que ella acepta sonriendo. Con el perro a la cabeza, Daryl, Aarón y Jesús salen a buscar a Eugene. En el final de mitad de temporada "Evolution", Daryl, Jesús y Aaron siguen las huellas de Eugene, pero descubren que cruzan un campo lleno de caminantes persistentes, observan que este es un patrón extraño y deciden caminar alrededor de él, cuando se van, un caminante se gira para verlos partir, Aaron, Daryl y Jesús logran encontrar a Eugene, Daryl se ofrece voluntariamente a llevar lejos a la horda caminante, Jesús, Aarón y Eugene se quedan atrapados en un cementerio amurallado, comienzan a escuchar los susurros de los caminantes y cuando salen de la línea del frente, Michonne llega con otros de Hilltop para ayudarlos a rescatarlos. Jesús se queda atrás para cubrir a los demás y mientras regresa a la puerta, elimina a los caminantes, el último agacha su espada, lo agarra y lo apuñala, advirtiéndole que no le pertenecen. El resto se apresura para atacar al caminante y eliminar al resto. Mientras Aarón se lamenta por el cuerpo de Jesús, Daryl examina al caminante que lo mató, y descubrió que era un humano vivo con una máscara hecha de la piel de un caminante. El grupo se encuentra rodeado de más caminantes, varios que hablan y les advierten que pronto morirán.

## Fear the Walking Dead

### Temporada 4
En un flashback, Morgan cuelga la ropa en su escondite en la comunidad de la chatarra. Jesús lo visita y lo invita a unirse a su comunidad.

## Consolas de videojuegos
Jesús aparece en el videojuego por Telltale Games The Walking Dead: A New Frontier, que se desarrolla en el universo de los cómics. Se lleva a cabo algún tiempo durante el salto de tiempo después de All Out War.

## Recepción
The Weekly Crisis incluyó a Jesús como el número 10 en su lista de Los diez mejores personajes de The Walking Dead, diciendo: "Ser apodado por el hijo de Dios parece ser un infierno de una exageración, pero Jesús tiene muestra una y otra vez que él es un hombre bueno y confiado que solo quiere lo mejor para todos. El nombre encaja. Aunque recientemente nos lo han presentado, Jesús se está mostrando rápidamente como uno de los personajes más importantes del libro."